# Mantoida
Famille
Genre
Mantoida  est un genre de mantes, le seul de la famille des Mantoididae.

## Liste des espèces
- Mantoida argentinae La Greca & Lombardo, 1989
- Mantoida brunneriana (Saussure, 1871)
- Mantoida fulgidipennis Westwood, 1889
- Mantoida luteola Westwood, 1889
- Mantoida maya Saussure & Zehntner, 1894
- Mantoida nitida Newman, 1838
- Mantoida ronderosi La Greca & Lombardo, 1989
- Mantoida schraderi Rehn, 1951
- Mantoida tenuis (Perty, 1833)
- †Mantoida matthiasglinki Zompro, 2005 fossile de l'Éocène

## Référence
- Classification de Hallan